# Cratere Playfair (Marte)
Playfair è un cratere sulla superficie di Marte.
Il cratere è dedicato al matematico scozzese John Playfair.